# Nectopsyche onyx
Nectopsyche onyx är en nattsländeart som beskrevs av Ralph W. Holzenthal 1995. Nectopsyche onyx ingår i släktet Nectopsyche och familjen långhornssländor. Inga underarter finns listade i Catalogue of Life.